# Bullimus luzonicus
Bullimus luzonicus is een knaagdier uit het geslacht Bullimus dat voorkomt op Luzon, in de provincies Kalinga, Benguet, Aurora en Camarines Sur, op 200 tot 2400 m hoogte. De populaties van noordelijk en zuidelijk Luzon zijn niet van elkaar te onderscheiden. B. bagobus lijkt op B. luzonicus, maar er zijn enkele verschillen.
Deze soort heeft een kop-romplengte van 234 tot 267 mm, een staartlengte van 190 tot 233 mm, een achtervoetlengte van 49 tot 56 mm, een oorlengte van 28 tot 33 mm en een gewicht van 350 tot 520 gram. Op de staart zitten 8 tot 10 haren per centimeter. De haren zijn tot 40 mm lang.
Bullimus bagobus · Bullimus gamay · Bullimus luzonicus